# رووینه
رووینه (به لهستانی:  Rowiny) یک روستا در لهستان است که در گمینا ویشنگتسه واقع شده‌است.